# 三開社
三開社株式会社（さんかいしゃ）は、鹿児島県鹿児島市錦江町3-34に本社をもつ病院向けの薬品などの卸売りをする会社。資本金　3,000万円。中外製薬系医薬品卸。現在は、「富田薬品」である。

## 沿革
- 昭和36年6月「上野商事株式会社」設立
- 昭和39年4月「中外製薬」が「上野商事」の全株式取得と子会社化し「三開社」設立
- 昭和58年12月　熊本県の「富田薬品」と合併

## 営業所
- 川内支店・鹿児島県川内市大小路町1202
- 加世田支店・鹿児島県加世田市本町5-7
- 鹿屋支店・鹿児島県鹿屋市西原1-13-25

## 主な取引メーカー
- 中外製薬
- 協和薬品
- 塩野義製薬